# Ronderosia ommexechoides
Ronderosia ommexechoides är en insektsart som beskrevs av Frédéric Carbonell och A. Mesa 2006. Ronderosia ommexechoides ingår i släktet Ronderosia och familjen gräshoppor. Inga underarter finns listade i Catalogue of Life.